# Saint-Laurent-de-Langeais
Saint-Laurent-de-Langeais est une ancienne paroisse de Touraine, qui est brièvement une commune au début de la Révolution française, fusionnée avec Saint-Jean-de-Langeais pour créer la commune de Langeais lors de la formation du département d'Indre-et-Loire le 26 janvier 1790.

## Histoire
La paroisse Saint-Laurent-de-Langeais, située sur la rivière Roumer qui se jette dans la Loire à Langeais, est attestée dès le XIIe siècle,. Paroisse de l'archidiocèse de Tours située dans l'archiprêtré d'Outre-Loire, c'est à la fois une cure et un prieuré, dépendant de l'abbaye de Beaulieu-lès-Loches,.
L'église Saint-Laurent de Langeais est proche de Saint-Jean-de-Langeais, à environ 600 mètres.

Ancienne église Saint-Laurent de Langeais.
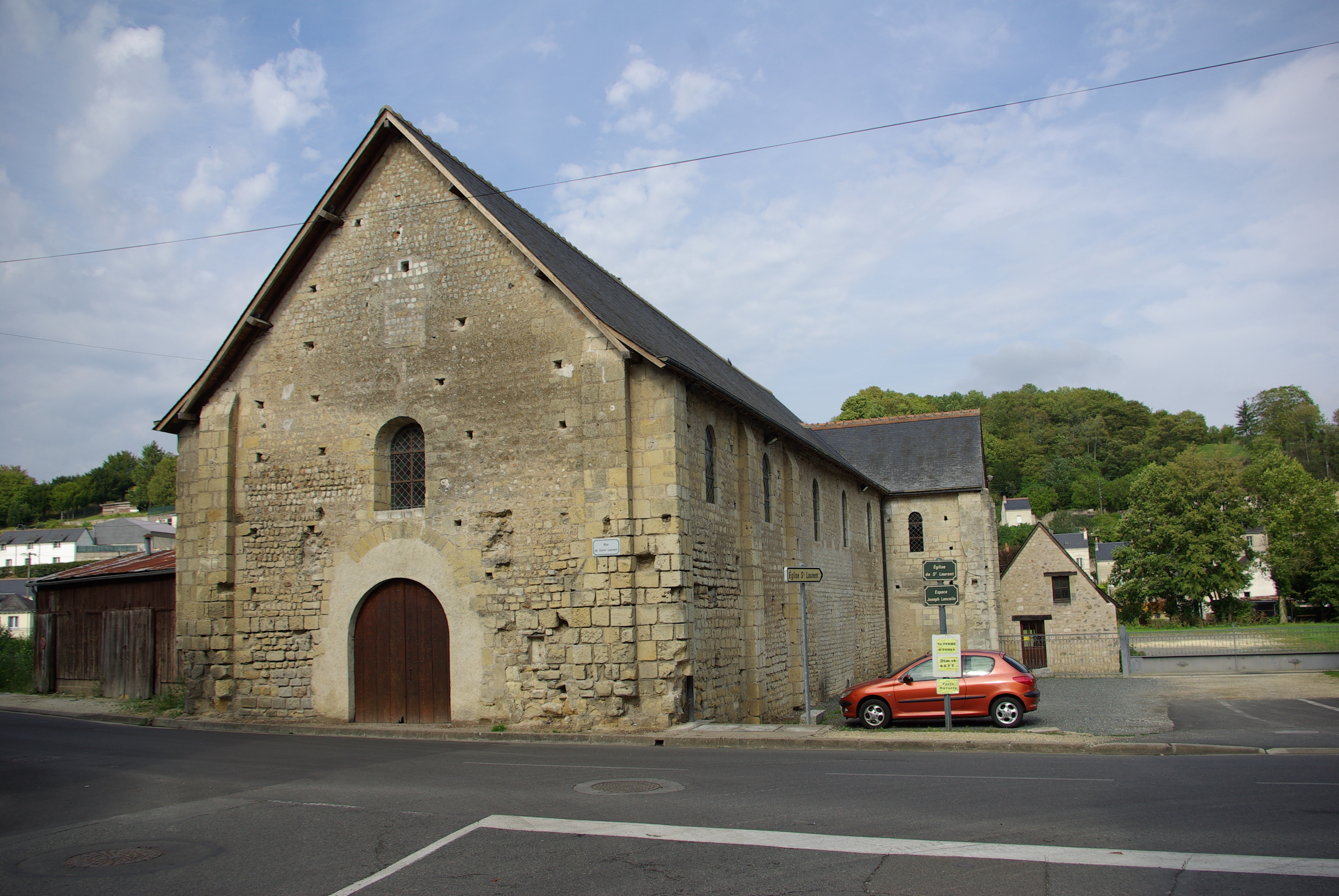
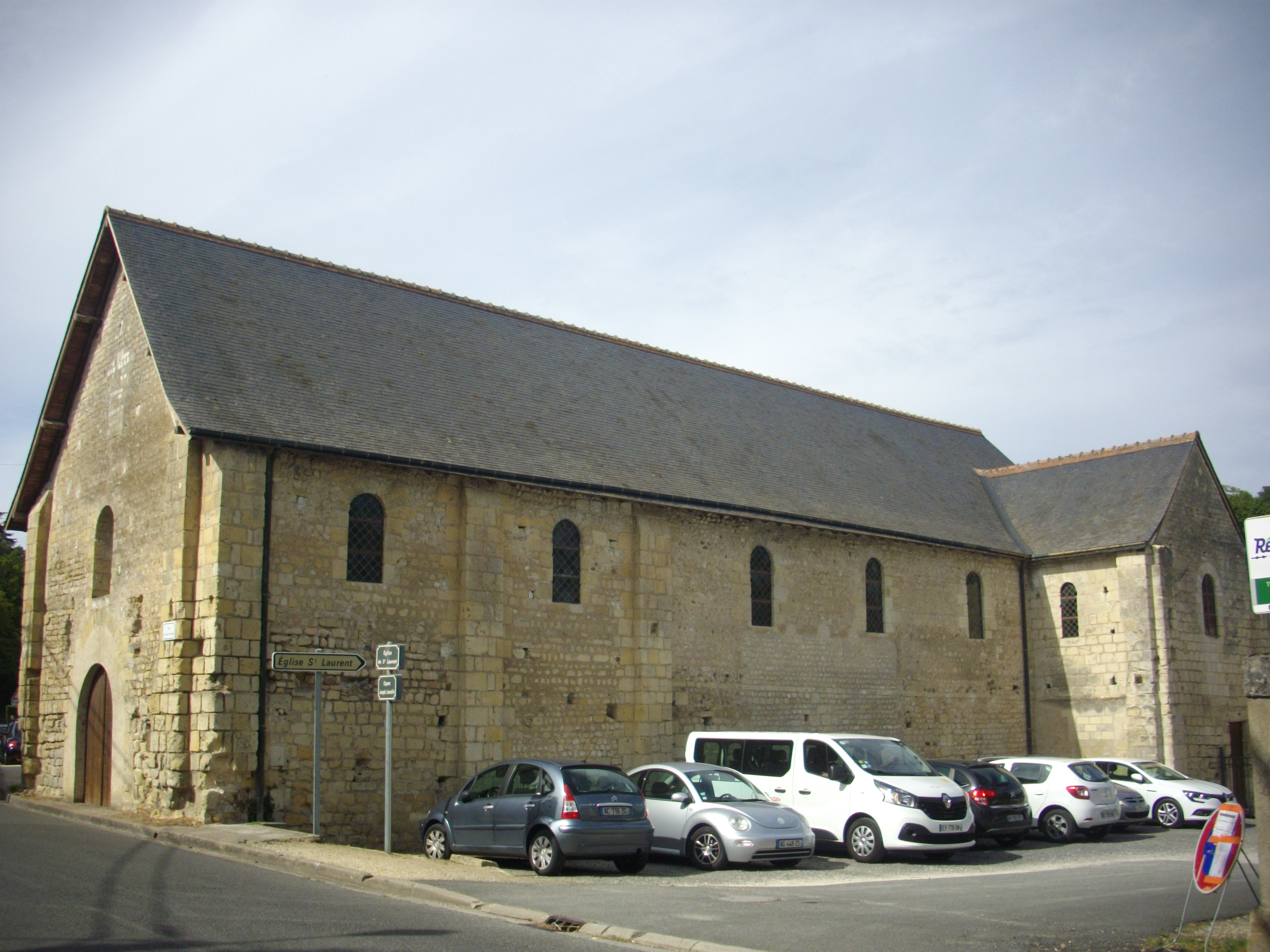
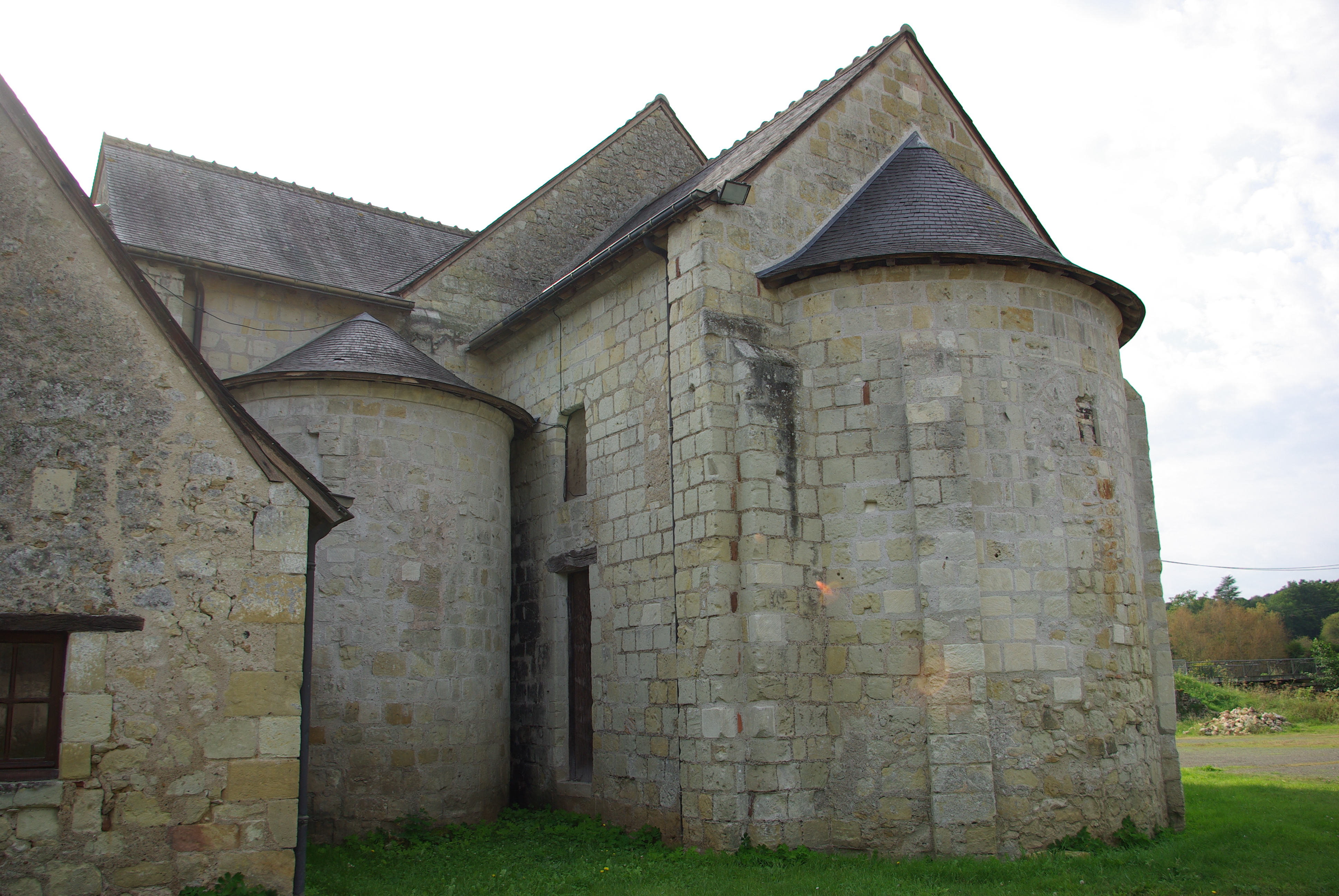
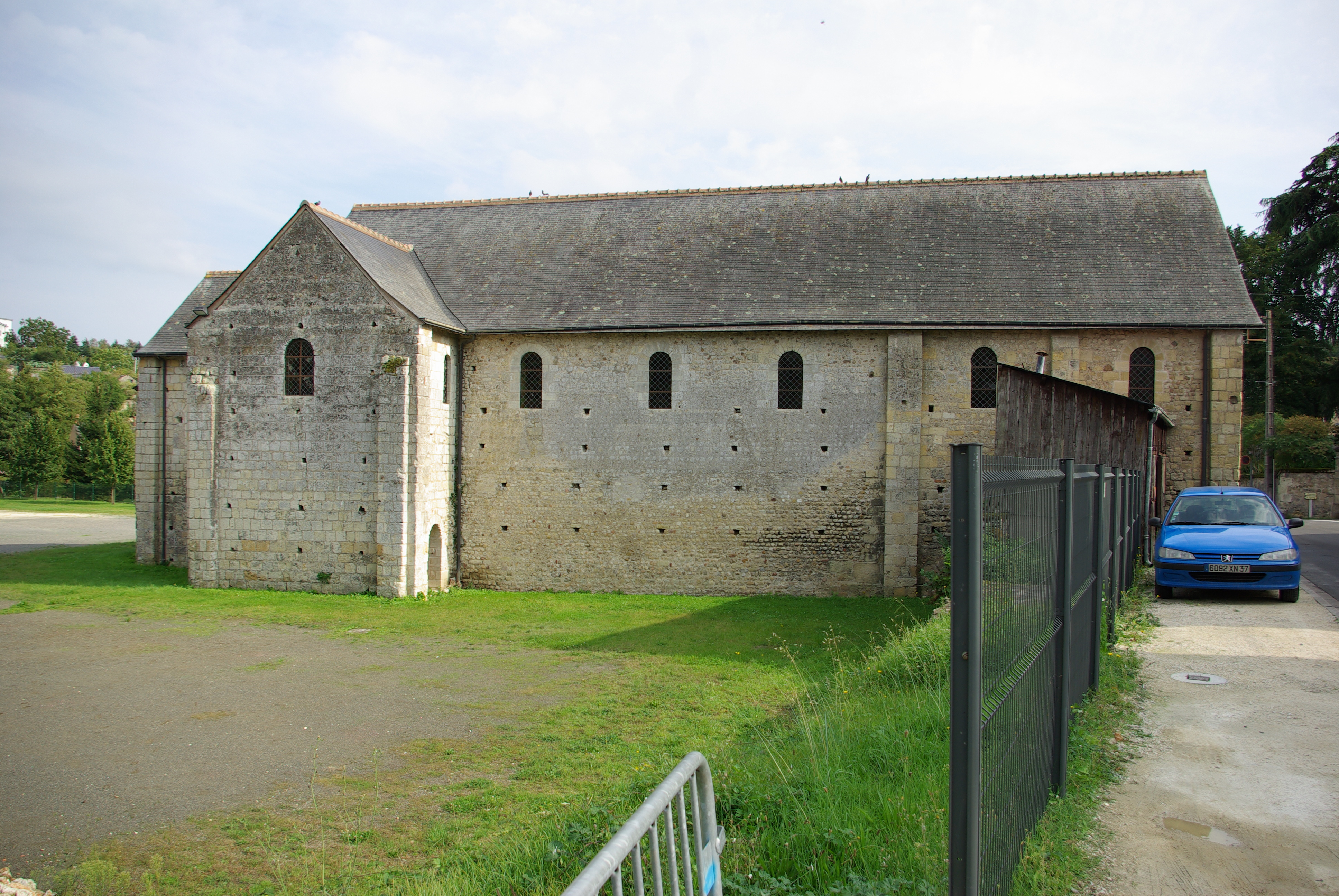

Le décret du 12 novembre 1789 instaure de nouvelles municipalités « dans les villes, bourgs, paroisses et communautés de campagne », mais la 
commune de Saint-Laurent-de-Langeais n'existe que brièvement, puisqu'elle est supprimée dès le 26 janvier 1790, par le décret qui crée le département d'Indre-et-Loire. En effet ce décret fusionne les deux communes de Saint-Jean-de-Langeais et de Saint-Laurent-de-Langeais pour former la commune de Langeais.
Des fouilles archéologiques sont organisées en 1901 dans l'ancienne église Saint-Laurent de Langeais,.